# Hit Between the Eyes
«Hit Between the Eyes» es una canción de la banda alemana de hard rock y heavy metal Scorpions, publicada como sencillo en 1992 por Mercury Records como parte de la promoción de la banda sonora de la película Freejack (1992). Incluida como la octava pista del álbum Crazy World (1990), fue escrita por Klaus Meine, Herman Rarebell, Rudolf Schenker y Jim Vallance. Es una canción de heavy metal cuya letra es vista como una crítica a la sociedad y es considerada una apología a la ley de Talión. No obstante, Rarebell propuso que es una metáfora a la potencia y agresividad de la música de la banda y cómo esta impacta en el público.
Una vez en el mercado, consiguió entrar en las listas Mainstream Rock Tracks y Top Album de las revistas estadounidenses Billboard y Gavin Report, respectivamente. Con el paso de los años, Scorpions la ha incluido en varias de sus giras de conciertos y algunas de esas presentaciones se registraron para las producciones en vivo Crazy World Tour Live...Berlín 1991 (1991) y Live Bites (1995). En 2013, la banda la arregló en formato acústico para el álbum unplugged MTV Unplugged - Live in Athens.

## Composición y grabación
La letra la escribió Klaus Meine, Herman Rarebell y Jim Vallance, mientras que la música la compuso Rudolf Schenker. Generalmente, la letra es vista como una crítica a la sociedad y es considerada una apología a la ley de Talión. No obstante, Rarebell propuso que es una metáfora a la potencia y agresividad de la música de la banda y cómo esta impacta en el público. El crítico Martin Popoff comentó que en los versos la letra recuerda el estilo fiestero de las bandas de Los Ángeles, como Mötley Crüe, pero «sorpresivamente el estribillo es melancólico y da un giro hacia lo europeo».
En cuanto a la música, es definida como un heavy metal con un riff de guitarra agresivo, furioso y enérgico. En la introducción es impulsada por un solo interpretado por Matthias Jabs. Al igual que las demás canciones que integran el álbum Crazy World, su grabación se llevó a cabo en 1990 en los estudios Goodnight LA de Los Ángeles (Estados Unidos) y Wisseloord Studios de Hilversum (Países Bajos).

## Lanzamiento y recepción
«Hit Between the Eyes» salió al mercado el 6 de enero de 1992 a través de Mercury Records, como parte de la promoción de la banda sonora de la película Freejack (1992), porque se empleó en los créditos finales del filme. Fue editado en el formato disco compacto, que incluye tanto la versión de estudio como la en vivo de la canción. En España, Mercury lo publicó también en un vinilo de 7" con la misma lista de canciones. Además, existe un disco compacto que añade como tercera pista a la instrumental «Alex & Julie's Love Theme», escrita por el compositor Trevor Jones para la película.
Una vez en el mercado recibió críticas favorables por parte de la prensa especializada. Larry Flick, de Billboard, la denominó un «himno crujiente», pues «muestra a la banda en su faceta más favorecedora y hard roquera» después de lanzamientos más suaves, en alusión a «Wind of Change» y «Send Me an Angel». Adicionalmente, otro de los editores de la misma revista, en la reseña a la banda sonora, calificó a «Hit Between the Eyes» como un «himno impactante». El 31 de enero de 1992 logró el puesto 16 en el Top Album de la estadounidese Gavin Report, mientras que el 8 de febrero obtuvo la posición 24 en el Mainstream Rock Tracks de Billboard y permaneció ocho semanas en la lista.

## Interpretaciones en vivo
Scorpions ha incluido la canción en varias de sus giras de conciertos, partiendo por la promocional de Crazy World. Además, se sumó al repertorio de Face the Heat Tour (1993-1994), Pure Instinct Tour (1996-1997) y Scorpions World Tour 2002, entre otras. De algunas de esas presentaciones se grabó para posteriores producciones en directo como Crazy World Tour Live...Berlín 1991 (1991) y Live Bites (1995). En 2013, la banda la arregló en formato acústico para el álbum unplugged MTV Unplugged - Live in Athens; de hecho, los músicos señalaron que, junto con «Blackout», era una de las canciones de esa producción que nunca antes habían considerado tratarla con guitarras acústicas. En 2014, cuando Scorpions presentó el concierto acústico de MTV en algunas ciudades de Alemania, Klaus Meine la cantó a dúo con el alemán Johannes Oerding.

## Lista de canciones
| Disco compacto y vinilo de 7" |                                           |                                     |          |  |
| N.º                           | Título                                    | Escritor(es)                        | Duración |  |
| 1.                            | «Hit Between the Eyes»                    | Meine, Rarebell, Schenker, Vallance | 4:33     |  |
| 2.                            | «Hit Between the Eyes» (en vivo)          | Meine, Rarebell, Schenker, Vallance | 4:10     |  |
| 3.                            | «Alex & Julies Love Theme» (instrumental) | Travis Jones                        | 2:07     |  |

| Disco compacto |                                  |                                     |          |  |
| N.º            | Título                           | Escritor(es)                        | Duración |  |
| 1.             | «Hit Between the Eyes»           | Meine, Rarebell, Schenker, Vallance | 4:33     |  |
| 2.             | «Hit Between the Eyes» (en vivo) | Meine, Rarebell, Schenker, Vallance | 4:10     |  |

## Posicionamiento en listas
| País           | Lista                  | Posición |
| -------------- | ---------------------- | -------- |
| Estados Unidos | Gavin Report Top Album | 16       |
| Estados Unidos | Mainstream Rock Tracks | 13       |

## Músicos
- Klaus Meine: voz
- Rudolf Schenker: guitarra rítmica
- Matthias Jabs: guitarra líder
- Francis Buchholz: bajo
- Herman Rarebell: batería